# Sucharicha
La Sucharicha (in russo Сухариха?, nel corso superiore Gutkoči) è un fiume della Russia siberiana orientale, affluente di destra dell'Enisej. Scorre nel Turuchanskij rajon del Territorio di Krasnojarsk.
Il fiume scorre lungo il bordo orientale del bassopiano della Siberia Occidentale in una zona paludosa in direzione settentrionale con il nome di Gutkoči e attraversa il lago Sucharicha, poi svolta in direzione occidentale fino a sfociare nel canale Gubenskaja dell'Enisej, di fronte all'isola Malyj Medvežij a circa 735 km dalla foce del fiume. Ha una lunghezza di 132 km e il suo bacino è di 2 980 km². Il maggior affluente (del Gutkoči) è il Nyndėka (lungo 89 km) proveniente dalla destra idrografica.